# اینو ستاپ
اینو ستاپ (به انگلیسی: Inno Setup) یک نرم افزار آزاد ایجاد بسته‌های نصب نرم‌افزار مبتنی بر اسکریپت است که توسط جردن راشل به زبان پاسکال و دلفی نوشته شده‌است. اولین نسخه این نرم‌افزار در سال 1997 میلادی منتشر گردید.
برای ایجاد بسته نصبی با نسخه ۱٫۰۹، باید یک فایل "ISS.TXT" در مسیر(دایرکتوری) نصب ایجاد می‌شد. در این فایل، کاربر باید متغیر ها و مقادیری را ارائه می کرد که امروزه هنوز در اینو ستاپ استفاده می‌شود. این متغیرها به عنوان پیکربندی بسته نصب عمل می‌کنند، اما بسیاری از ویژگی‌های دیگر قابل تغییر نیستند. کامپایلر نصب ویرایشگر نداشت و بیشتر یک پوسته برای برای نمایش و کامپایل اسکریپت‌ها بود.
اینو ستاپ به دلیل آزاد و منبع باز بودن محبوب شد. به دلیل آزاد بودن برای استفاده تجاری و غیرتجاری، بسیاری از شرکت‌های نرم‌افزاری به این ابزار تغییر مکان دادند.

### پروانه انتشار
این نرم‌افزار تحت یک پروانه انتشار سفارشی‌سازی شده با نام Inno Setup License منتشر شده است. هر چند به نظر می‌رسد این پروانه از پروانه‌های_بی‌اس‌دی الهام گرفته و تعارض با شرایط یک پروانه نرم‌افزار آزاد یا پروانه نرم‌افزار متن‌باز نداشته باشد اما تایید هیچ یک از مراجع اصلی یعنی بنیاد نرم‌افزار آزاد و پیشگامان متن‌باز را ندارد.
جوایز
- اینو ستاپ جوایز بسیاری برنده شده است که از جمله آنها می توان به سه بار دریافت جوایز صنعت Shareware (از سال ۲۰۰۲ تا ۲۰۰۴) اشاره کرد.

بسیاری از مردم کد منبع اینو ستاپ را گرفته‌اند و از آن برای توسعه نسخه‌های شخص ثالث اینو ستاپ استفاده کرده‌اند.
نرم افزار Inno Setup Compiler یکی از بهترین گزینه ها برای ساخت بسته های نصبی می باشد که علاوه بر حجم کمی که دارد بسیار قدرتمند بوده و همچنین با استفاده از هسته قدرتمندی که دارد میتواند با استفاده از دستورات سفارشی کاملا شخصی سازی شده نیز باشد.

### تاریخچه
- اولین نسخه Inno Setup در اوایل سال 1997 ایجاد شد که توسعه دهنده نرم افزار جردن راشل به دنبال راهی ساده برای توزیع نسخه 16 بیتی و 32 بیتی نرم افزار خود بود.جردن راسل یک برنامه نویس چیره دست بود که برای انتشار نرم افزار های خود در بسته های نصبی دچار مشکلات زیادی شده بود و از ستاپ ساز ها بسیار ناراضی بود.زیرا آنها نمی توانستند عملکرد های مناسبی را از نظر وی داشته باشند و همچنین دارای امکانات و قابلیت هایی بودند که برای وی بسیار عملا کاربردی نداشتند. و همچنین برای اهداف وی بسیار پیچیده بودند.و این که برای نسخه 16 بیتی و 32 بیتی در دسترس نبودند.بنابراین وی تصمیم گرفت خود به تنهایی یک برنامه نصب کننده را تهیه کند ، وی با تلاش های بسیار و همچنین پشتکار فراوان و پس از آزمایشات بسیار توانست نسخه های ابتدایی Inno Setup را توسعه دهد.و سر انجام اولین نسخه رایگان آن در شماره نسخه 1.09 در دسترس عموم قرار گرفت.که با گذشت زمان و به لطف یک حامی مالی و همچنین توسعه های متعدد و پیاپی ، این برنامه بسیار ساده ابزاری حرفه ای برای ایجاد یک بسته نصبی برای پروژه های شخصی و تجاری در سراسر دنیا تبدیل شد.

1. ↑  "Inno Setup". Wikipedia (به انگلیسی). 2021-10-29.
2. ↑  "issrc/license.txt at main · jrsoftware/issrc". GitHub (به انگلیسی). Retrieved 2024-03-09.